# Церковь адвентистов (Навои)
Церковь адвентистов (другие названия: Христианская церковь адвентистов седьмого дня) является первой и единственной церковью адвентистов в городе Навои. Церковь построен с 1996 по 2001 год и расположен на улице Навои в городе Навои.

## История
В 1995 году из юго-западной части пригородной зоны города Навои был выделен участок площадью 0,4 гектара, где планировалось строение церкви для христианского общества адвентистов.
Строительство церкви началось в 1996 году. Проект церкви адвентистов был разработан самаркандским архитектором Али Содиковым, и он лично руководил строительством. Первое общество адвентистов в Ташкенте было организовано в 1910 году. В Узбекистане всего 10 церквей адвентистов. 26 августа 1976 года впервые общество адвентистов в Ташкенте было официально зарегистрировано .
Строительство здания было завершено в 2001 году и сдано в эксплуатацию накануне 10-летия Дня независимости Республики Узбекистан.

## Архитектура
Здание представляет собой целый комплекс. В нем есть часовня на 150-200 человек, библиотека, учебные классы, актовый зал, аудитории и бассейн со святой водой во дворе.

## Галерея

Галерея
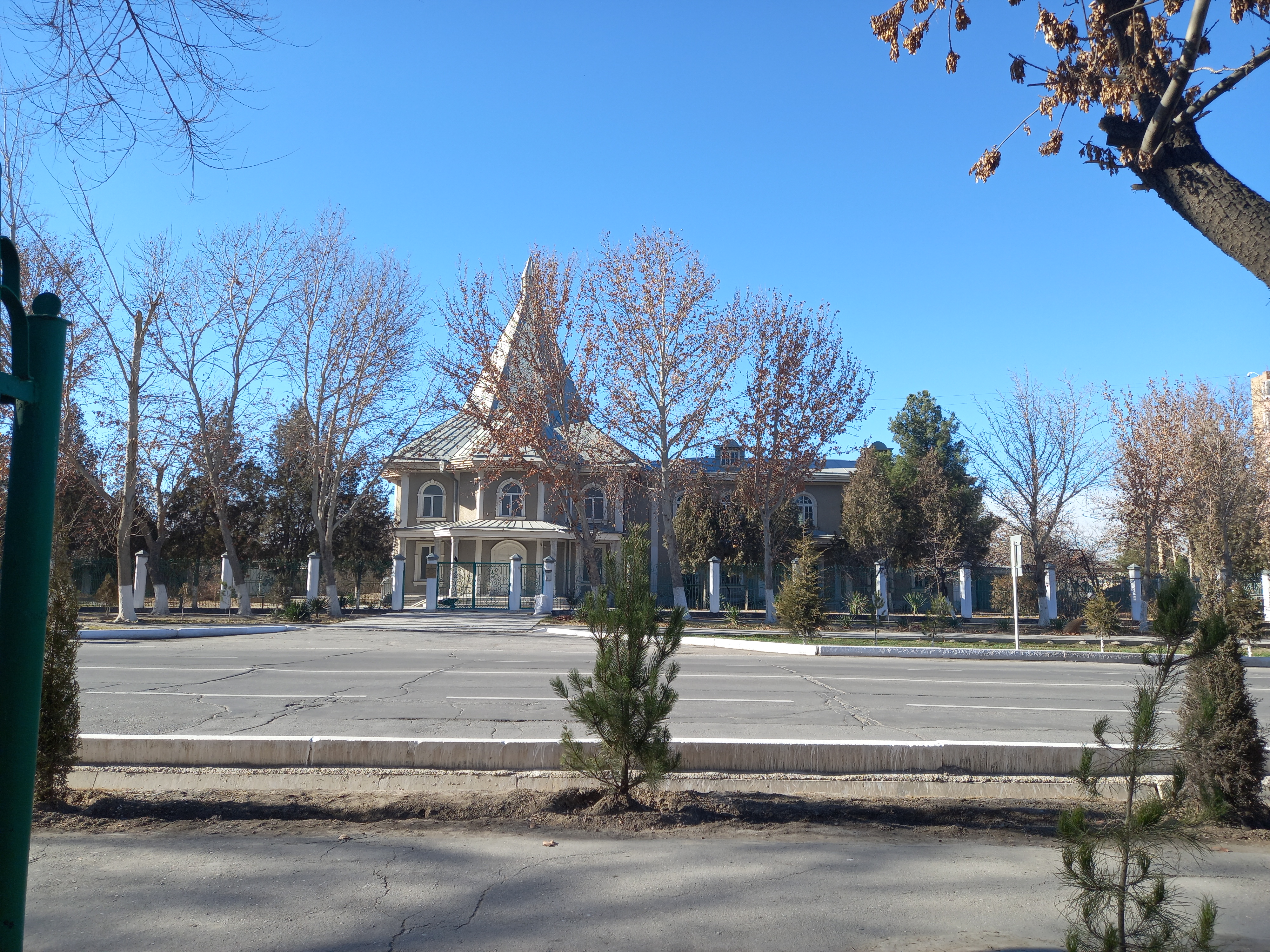
Христианская церковь адвентистов седьмого дня в Навои.
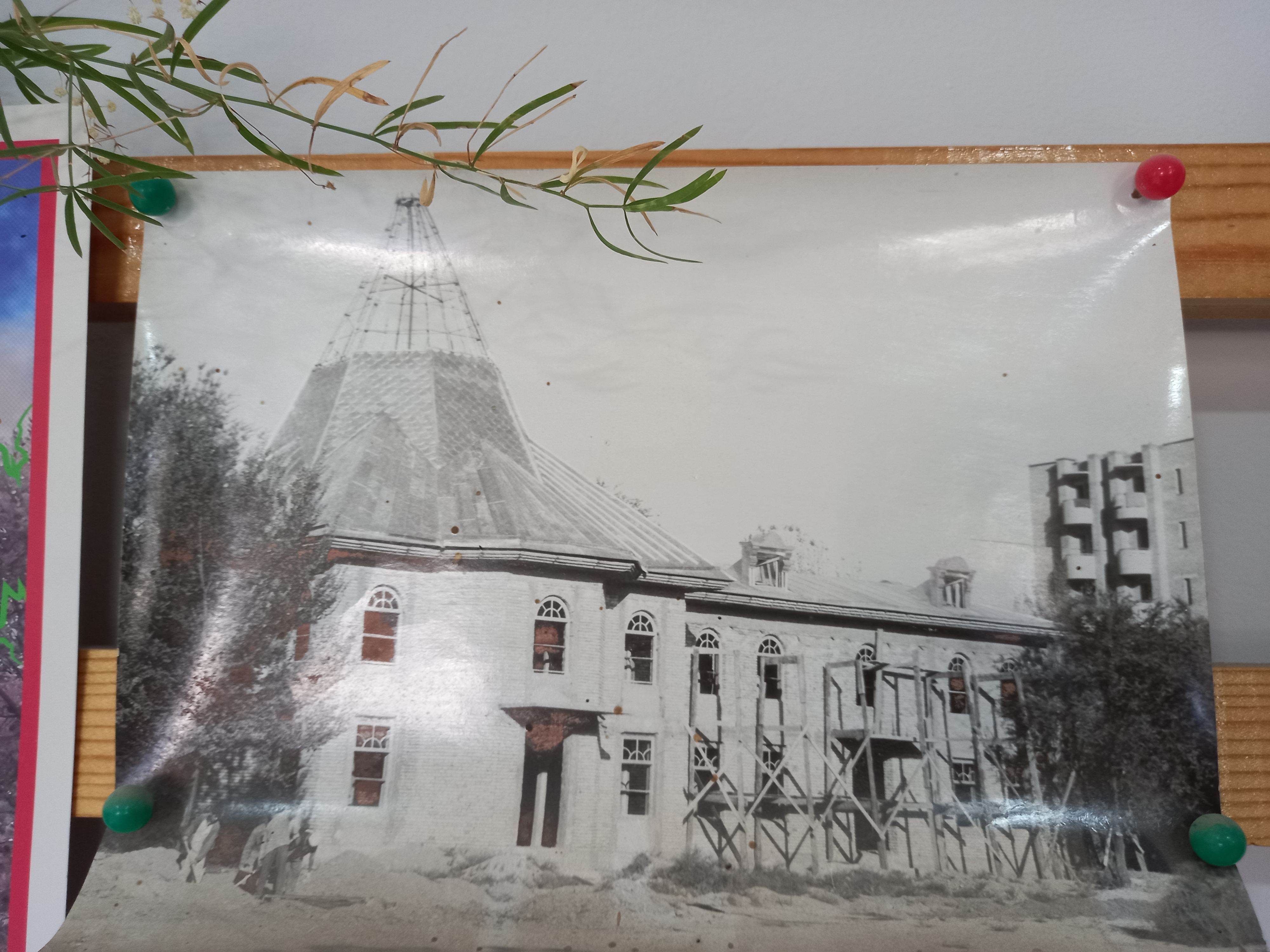
Христианская церковь адвентистов седьмого дня в Навои.
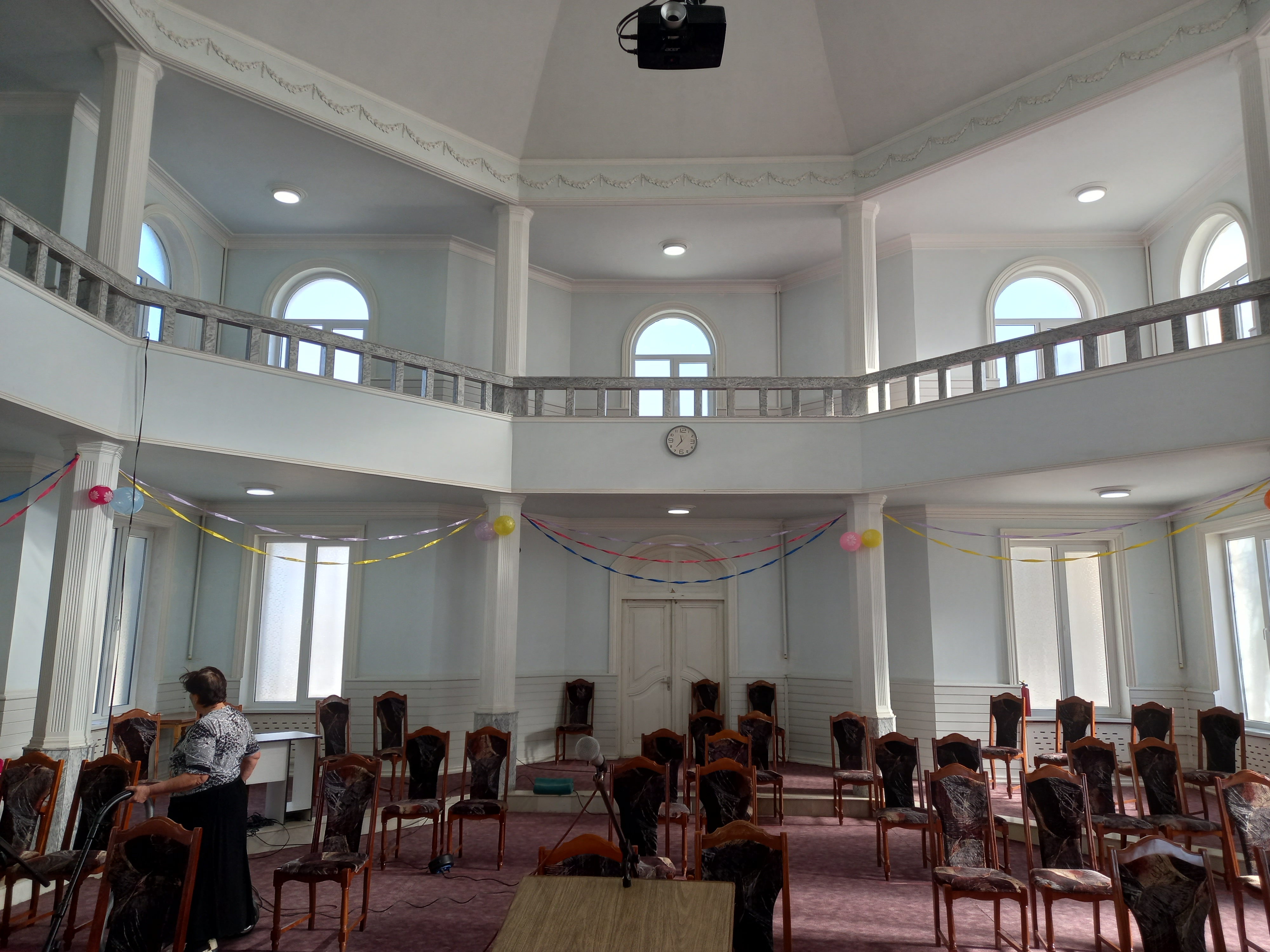
Внутренний вид церкви
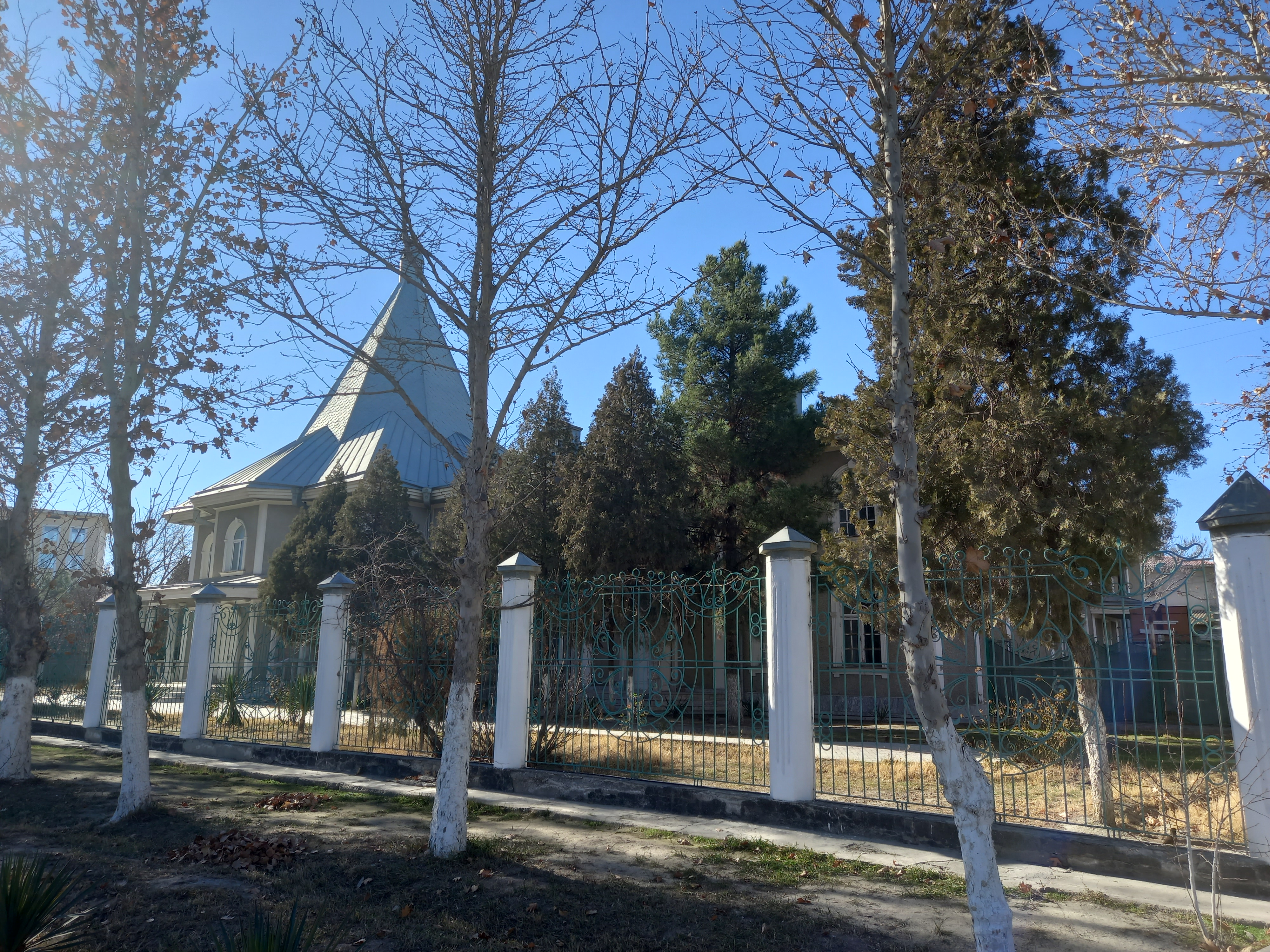
Церковь адвентистов седьмого дня в Навои
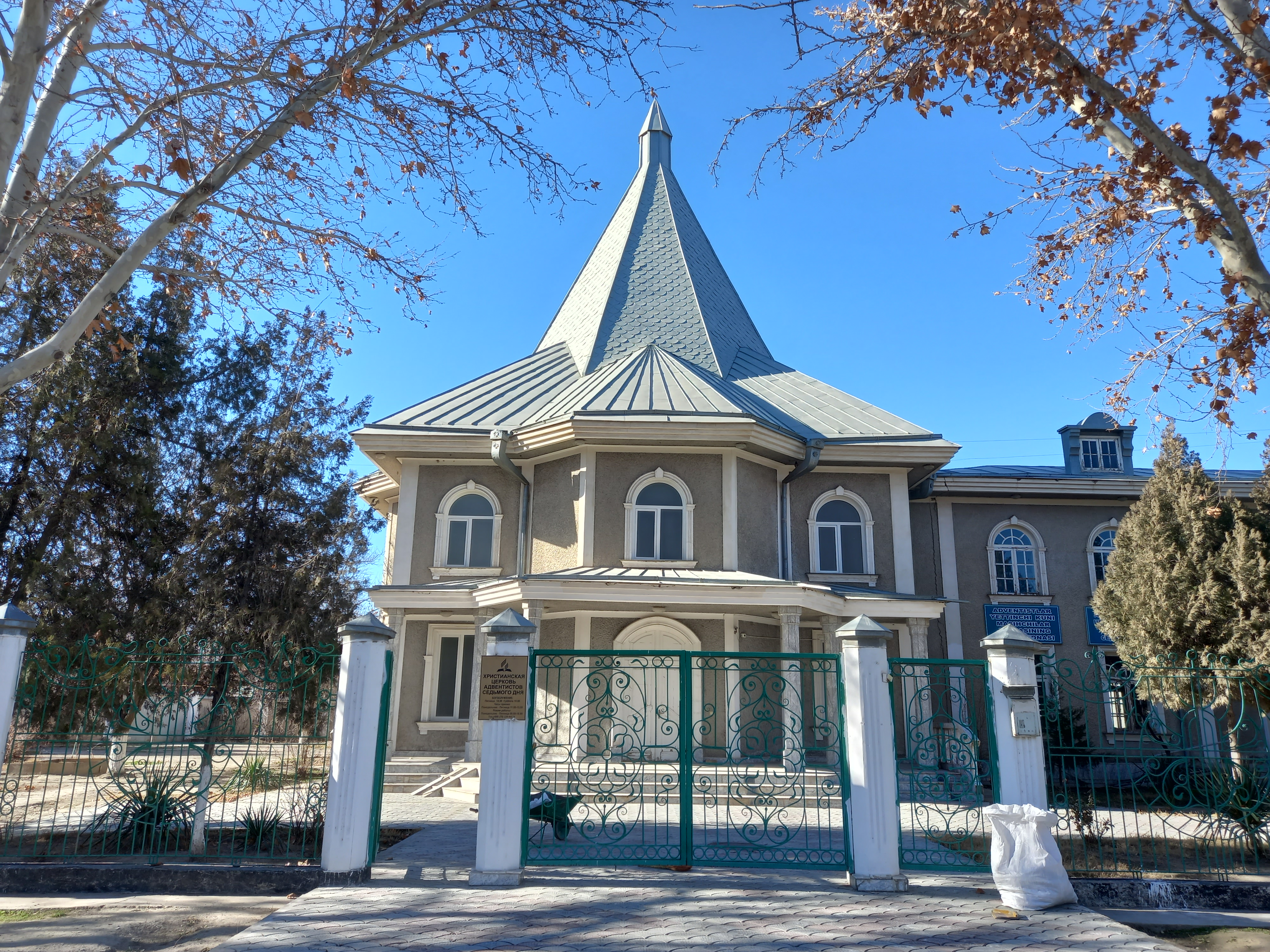
Вид на церковь от входа
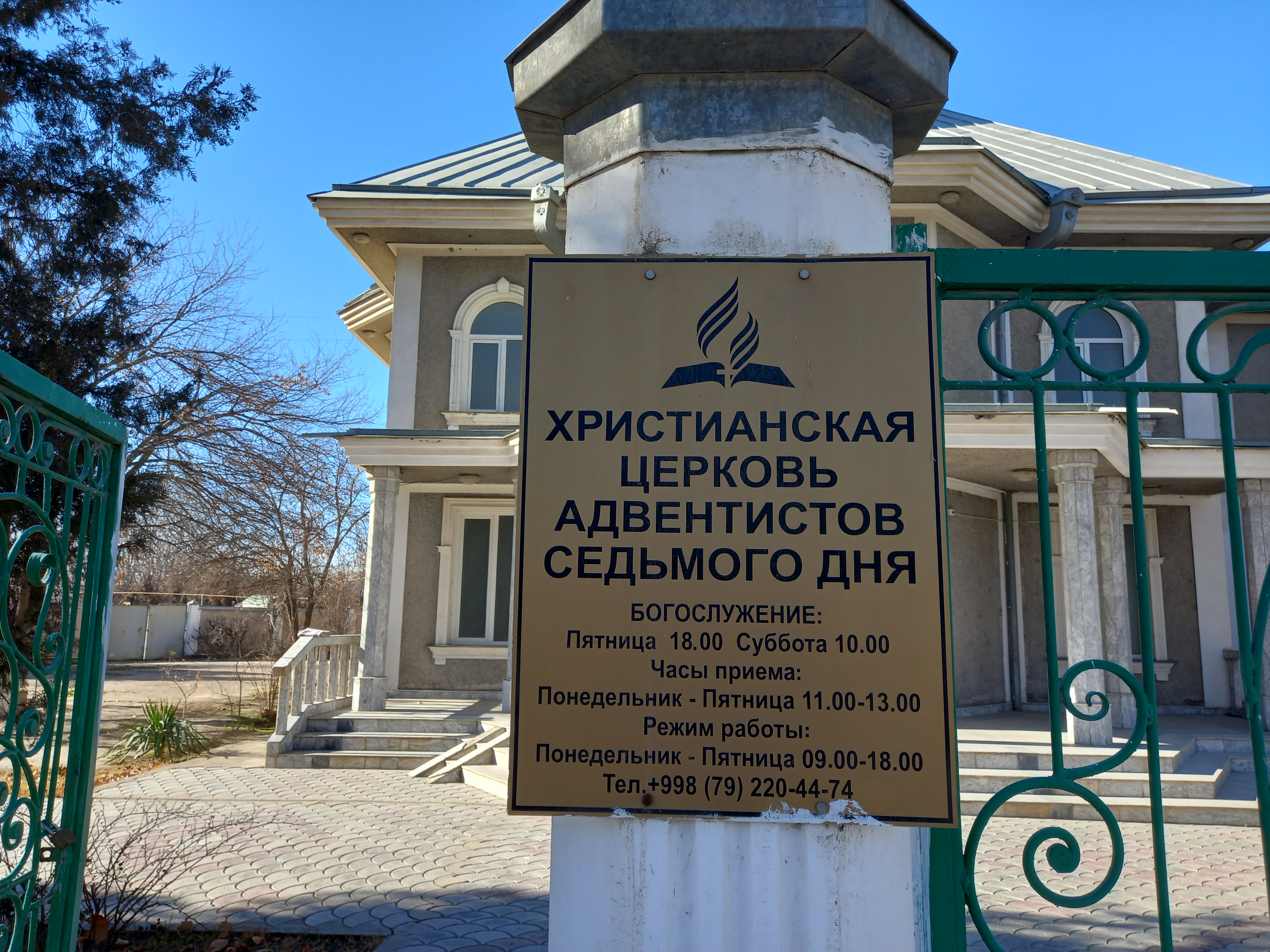
Информационное табло у входа в церковь
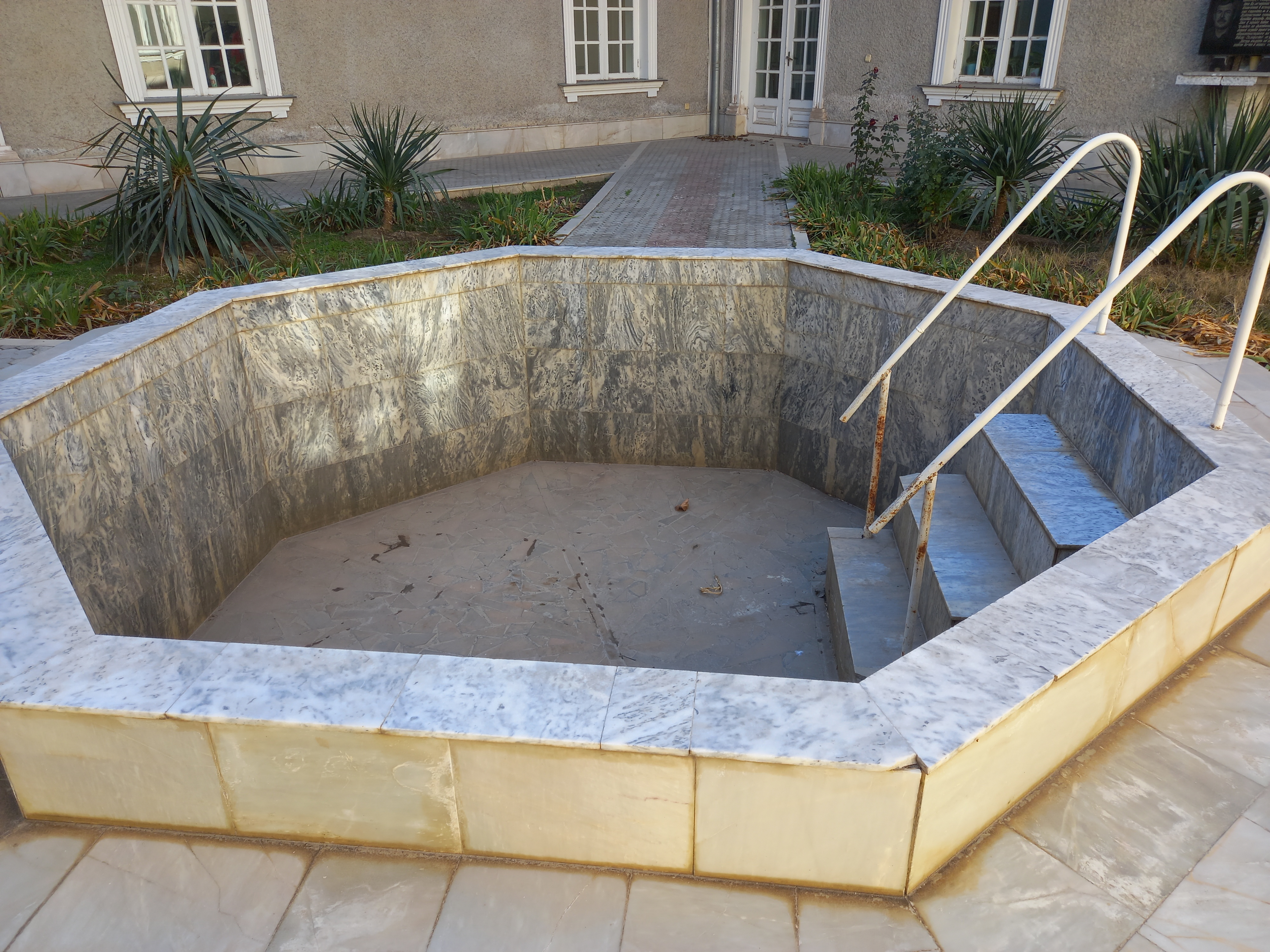
Бассейн со святой водой в центре внутреннего двора церкви.
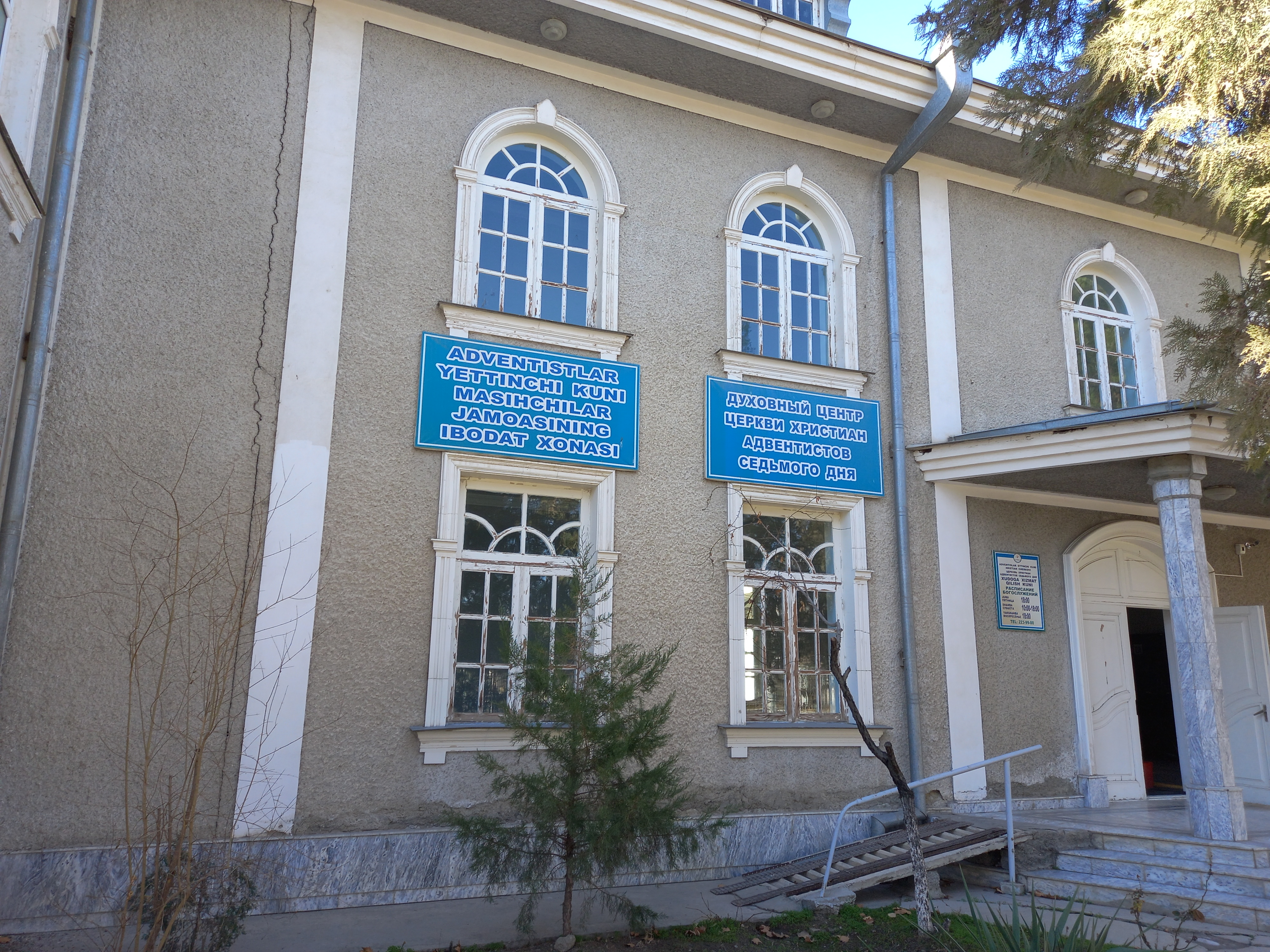
На стене церкви висели справочники на узбекском и русском языках.
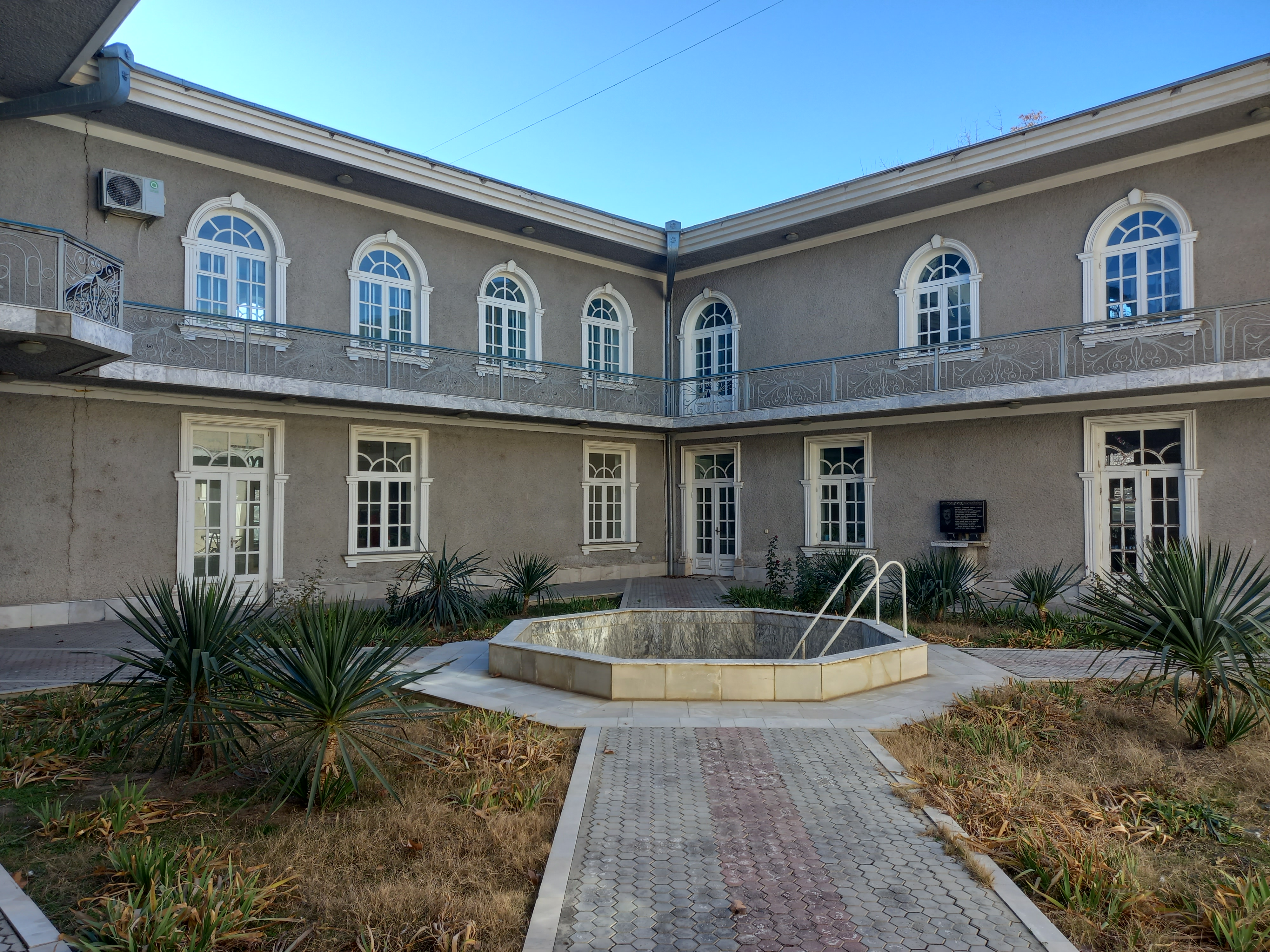
Внутренний двор церкви